# Jules Devaux (1811-1880)
Pour les articles homonymes, voir Jules Devaux et Devaux.
Jules Devaux, né le 18 juillet 1811 à Colombières et mort à Paris le 27 octobre 1880, est l'un des sept fondateurs de la Société de Saint-Vincent-de-Paul.

## Biographie
Fils d'un médecin de campagne normand, Jules Devaux fait d'abord ses études à Caen. À 20 ans, il part à Paris pour poursuivre ses études de médecine à la Sorbonne. Il y rencontre pour la première fois Frédéric Ozanam.
En 1833, il est l'un des sept fondateurs de la Conférence de Saint-Vincent-de-Paul. Il est choisi pour en être le premier trésorier, et sera aussi le premier trésorier de la Société de Saint-Vincent-de-Paul.
C'est lui qui met en contact le groupe avec sœur Rosalie, qui approuve tout de suite leurs intentions et leur montre comment agir concrètement auprès des plus démunis.
Ayant terminé ses études de médecine, Jules Devaux quitte Paris en 1839 pour s'installer en Normandie. Il exerce à Honfleur, puis arrête de pratiquer la médecine à la mort de sa mère. 
Il voyage alors en Europe, surtout en Allemagne où il essaye sans succès d'installer une Conférence de la charité. Il se lie à Munich avec l'abbé Maret. Il épouse Adélaïde Picard en 1849.
Il est inhumé dans le cimetière de Colombières.